# زیست‌پیری‌شناسی

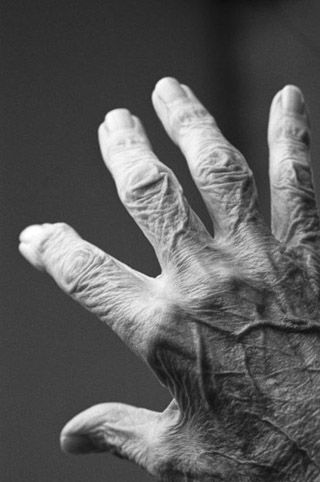
دست یک فرد کهنسال

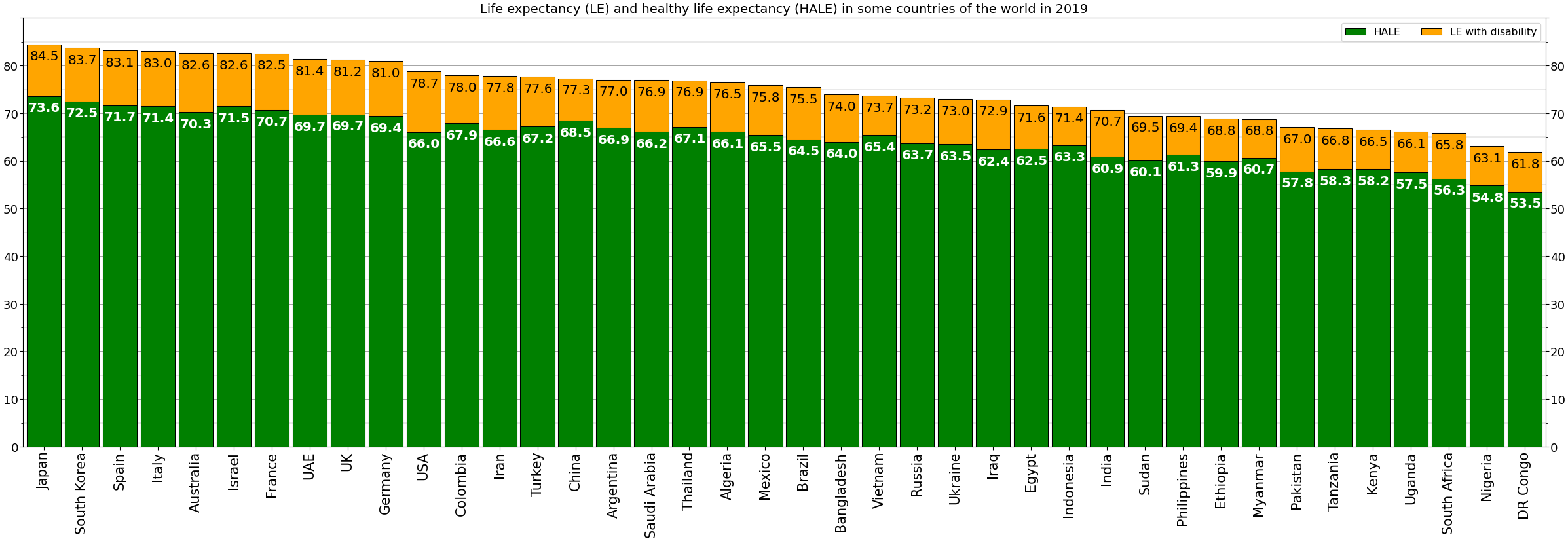
امید به زندگی در کشورهای مختلف جهان در سال ۲۰۱۹

زیست‌پیری‌شناسی (به انگلیسی: Biogerontology) زیرشاخه‌ای از پیری‌شناسی است که به فرایند پیری بیولوژیک، ریشه‌های تکاملی آن و ابزارهای بالقوه برای مداخله در این فرایند مربوط می‌شود. اصطلاح "biogerontology" توسط S. Rattan ابداع شد و با آغاز مجله BIOGERONTOLOGY در سال ۲۰۰۰ به‌طور پیاپی به کار گرفته شد. 
این موضوع شامل تحقیقات بین‌رشته‌ای دربارهٔ علل، اثرات و مکانیسم‌های پیری بیولوژیکی است. لئونارد هایفلیک، زیست‌پیری‌شناس، گفته‌است که میانگین طول عمر طبیعی برای یک انسان حدود ۹۲ سال است و اگر انسان رویکردهای جدیدی برای درمان پیری ابداع نکند، با این طول عمر گیر خواهد کرد. جیمز ووپل پیش‌بینی کرده‌است که امید به زندگی در کشورهای صنعتی برای کودکانی که پس از سال ۲۰۰۰ به دنیا می‌آیند به ۱۰۰ خواهد رسید. بسیاری از زیست‌پیری‌شناسان مورد بررسی، امید به زندگی بیش از سه سده را برای متولدان پس از سال ۲۱۰۰ پیش‌بینی کرده‌اند.
دانشمندان دیگر، بحث برانگیزتر، احتمال طول عمر نامحدود را برای کسانی که در حال حاضر زندگی می‌کنند پیشنهاد می‌کنند. به عنوان مثال، اوبری دو گری "فریم زمانی آزمایشی" را ارائه می‌دهد که با بودجه کافی برای تحقیقات افزایش دستکاری در پیری مانند راهبردهایی برای پیری ناچیز مهندسی‌شده، "شانس ۵۰/۵۰ برای توسعه فناوری در حدود ۲۵ تا ۳۰ سال آینده داریم که تحت فرضیه‌های معقول دربارهٔ میزان پیشرفت‌های بعدی در آن فناوری، به ما اجازه می‌دهد تا از مرگ افراد بر اثر پیری در هر سنی جلوگیری کنیم.» ایده این رویکرد استفاده از فناوری موجود برای افزایش طول عمر انسان‌های زنده کنونی به اندازه کافی برای پیشرفت فناوری در آینده برای حل مشکلات باقی‌مانده مرتبط با پیری است. این مفهوم به عنوان سرعت فرار دیرپایی نامیده می‌شود.

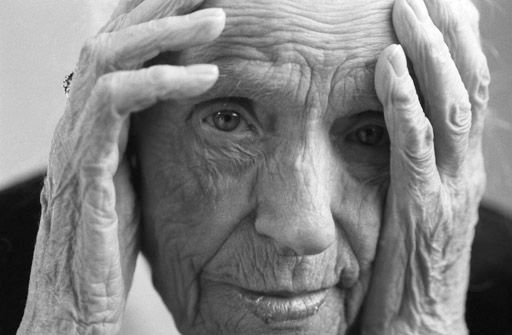
چروک شدن پوست صورت از ویژگی‌های افراد کهنسال است.

پیری‌شناسی پزشکی که به عنوان پیری‌شناسی تجربی و گسترش زندگی نیز شناخته می‌شود، زیرشاخه‌ای از زیست‌پیری‌شناسی است که در تلاش برای کند کردن، پیشگیری و حتی وارونه کردن پیری در انسان و جانوران است.